# 日本三人麻雀
三人麻将，是日本麻将当中衍生的一个麻将游戏，是由3个玩家所构成的。其特点是打牌速度快、役满几率上升。

## 使用的麻将牌
三人麻將只使用除二萬到八萬的剩余的麻將牌，共108張（因此不可能出現三色同順）。由于108不能被8整除，所以砌牌山的時候是從莊家開始，逆時針數分別是14墩、13墩、14墩、13墩；或者因108可被6整除，三家亦可在砌牌山時各自擺放18墩。此外，要在開門位置逆時針數第五墩上方一張牌才可做為懸賞牌。

## 主要规则
原则上以下规则是与传统四人麻将的区别点，除此以外基本和四人麻将的规则相同。
- 不可以吃牌；
- 北风有3種不同的用法（参见“关于北风”一节）；
- 不存在涉及到四家立直及三家和了的流局（也就是只承认九种九牌和四杠散了流局）。
- 拔北自摸算嶺上開花（槓上開花）。
- 搶槓發生時，加槓者視同放銃；搶北視同搶槓（不算役）

## 关于北风
三人麻將只有東、南、西三家，所以這裏北風就有3種不同的用法。
北为客风
- 北為當作客風，作平常打法。可以碰。暗槓北風算門前清。

（注：有規則說明北只可作字一色、四喜和和國士無雙才能當作手牌，否則當作錯和）。
北為役牌
- 北為3家共同役牌。

北为懸賞
- 當手牌有北風時，可以選擇拔出来，并从岭上牌拿一張牌。或者保存在手牌，或者打出去都可以。
- 北風不拔出來時不當作懸賞。北風每拔一隻就加一飜，當西为懸賞指示牌，拔不拔出來的北風都當作懸賞（例如拔出2隻北風，指示牌為西，則为2飜+2飜=4飜）。
- 碰牌後一般不能拔北風（不过真·雀龙门承认碰牌后立刻拔北）。
- 北風類似加槓，自己聽北時且有役時一般可以在其他人拔北時和牌。
- 拔北風時會消除一發、雙立直、多立直、地和、人和、九種九牌（暗槓北風不算），不用多開指示牌，但不破壞門前清，且親家配牌完畢後拔北風後自摸亦不計天和。（碰或槓北風不算）
- 拔北風後衍生的嶺上開花和搶槓的役種可自定是否計算（例真·雀龍門两者皆不計算，天鳳只計算嶺上開花）

## 点数计算
原则上是以原点35000点、返点40000点为主（相比较四人麻将为原点25000点、返点30000点），同样也会引入“西入”等局（如果在最后一局三家都低于40000点的话）。
因为少了一家，所以计算点数会出现变更——主要在自摸方面会有不同规则：
- 少“北家”一个人支付，其他玩家按照正常程序支付的叫自摸损。
- 在自摸损的基础上非自摸者每人多付1000点的叫千点加符。
- 榮和與自摸收益相等，莊家自摸閑家1:1支付，閑家自摸另一閑家與莊家1:2支付的叫做丸取，但計算比較麻煩。
- 另一種丸取的計算方法是在丸取的基礎上把閑家自摸的支付規則改成另一閑家與莊家3:5支付，較簡單的計算方式是莊家損點與閒家損點在自摸損的基礎上增加一半的閒家損點，也就是平分在三麻中不存在的「北家」因被自摸而該付出的責任，因此又被稱為北家折半。
- 在丸取的基礎上把閑家自摸的支付規則改成不分莊家閒家，1:1同等支付的叫做折半支付，換句話說閒家若是自摸，另一家閒家要一舉擔下三麻中不存在的「北家」因被自摸而該付出的責任。
- 在丸取的基礎上把閑家自摸的支付規則改成1:3的叫做莊家3倍支付，換句話說閒家若是自摸，莊家要一舉擔下三麻中不存在的「北家」因被自摸而該付出的責任。
- 在折半支付的基础上把自摸收益改成原先的两倍叫做倍取。
- 有的规则还会把荣和的收益设置成与与自摸损的收益一样的收益。

### 比较表
| 規則              | 莊家和了 | 莊家和了                | 閑家和了 | 閑家和了                   | 采用該規則的在線麻將遊戲           |
| 規則              | 榮和     | 自摸 （閑家每人支付點） | 榮和     | 自摸 （閑家支付/莊家支付） | 采用該規則的在線麻將遊戲           |
| ----------------- | -------- | ----------------------- | -------- | -------------------------- | ---------------------------------- |
| 自摸损            | 48000    | 32000 （16000）         | 32000    | 24000 （8000/16000）       | 东风庄、天凤、雀魂                 |
| 千点加符          | 48000    | 34000 （17000）         | 32000    | 26000 （9000/17000）       |                                    |
| 丸取              | 48000    | 48000 （24000）         | 32000    | 32000 （10700/21300）      | MJ3                                |
| 北家折半（丸取2） | 48000    | 48000 （24000）         | 32000    | 32000 （12000/20000）      | MJ4、MJ5                           |
| 折半支付          | 48000    | 48000 （24000）         | 32000    | 32000 （16000/16000）      | 真·雀龙门、雀龍門M、麻雀格斗俱乐部 |
| 庄家3倍支付       | 48000    | 48000 （24000）         | 32000    | 32000 （8000/24000）       |                                    |
| 倍取              | 48000    | 96000 （48000）         | 32000    | 64000 （32000/32000）      |                                    |
| 荣和收入调整      | 32000    | 32000 （16000）         | 24000    | 24000 （8000/16000）       |                                    |